# そ〜とめこういちろう
そ〜とめこういちろう（本名：五月女 浩一朗（そうとめ こういちろう））は、日本のアニメーション監督、演出家、作画監督。
名前の表記は2001年頃まで漢字表記であったが、後にそ〜とめこういちろう（そーとめこういちろう）と、ひらがな表記になった。
演出家として関わった『蟲師』では、演出陣のなかでも最多の7話を演出した。2007年の『ケンコー全裸系水泳部 ウミショー』で初監督。
アートランド所属。近年は長濱博史監督作に演出や作画で多く参加している。

## 主な参加作品

### 五月女浩一朗名義
- 真魔神伝 バトルロイヤルハイスクール（1987年、動画）
- 銀河英雄伝説 わが征くは星の大海（1988年、動画）
- 銀河英雄伝説第1期・第2期（1989年・1992年、原画）
- 新カラテ地獄変（1990年、原画）
- ハード&ルーズ 〜私立探偵・土岐正造トラブル・ノート〜（1992年、原画）
- 七つの海のティコ（1994年、作画監督）
- ちびまる子ちゃん（第2期：1995年-、原画）
- ママはぽよぽよザウルスがお好き（1995年-1996年、作画監督）
- さくらももこ劇場 コジコジ（1997年、作画監督・キャラクター補・原画）
- 今、そこにいる僕（1999年、作画監督）
- 未来少年コナンII タイガアドベンチャー（1999年、作画監督）
- 地球防衛家族（2001年、作画監督）

### そ〜とめこういちろう・そーとめこういちろう名義
- わがまま☆フェアリー ミルモでポン!（2002年、絵コンテ・演出、主に「そうとめこういちろう」名義）
- ギャラクシーエンジェル（第3期）（2002年、絵コンテ・演出）
- なるたる（2003年、絵コンテ）
- デ・ジ・キャラットにょ（2003年、絵コンテ）
- ガングレイヴ（2003年、絵コンテ）
- 円盤皇女ワるきゅーレ 十二月の夜想曲（2003年、絵コンテ）
- 十兵衛ちゃん2 -シベリア柳生の逆襲-（2004年、絵コンテ）
- ギャラクシーエンジェル（第4期）（2004年、絵コンテ）
- カレーの国のコバ〜ル（2004年、演出・原画・作画監督・絵コンテ）
- MAJOR（第1シリーズ：2004年、演出・絵コンテ）
- ギャグマンガ日和（2005年-、演出・作画）
- 蟲師（2005年、絵コンテ・演出）
- 僕等がいた（2006年、チーフディレクター・絵コンテ・演出）
- ケンコー全裸系水泳部 ウミショー（2007年、監督・絵コンテ・演出・原画）[1]
- 映画ドラえもん のび太と緑の巨人伝（2008年、原画）
- 伯爵と妖精（2008年、監督・絵コンテ・演出・原画）
- ファイト一発! 充電ちゃん!!（2009年、絵コンテ）
- 君に届け（2009年、絵コンテ・演出）
- 11eyes（2009年、絵コンテ・演出）
- ドラえもん（2009年-、原画・絵コンテ）
- 夢色パティシエール（2010年、絵コンテ）
- 裏切りは僕の名前を知っている（2010年、OP絵コンテ・絵コンテ・演出・原画）
- おとめ妖怪 ざくろ（2010年、絵コンテ・演出）
- 夢喰いメリー（2011年、演出）
- セイクリッドセブン（2011年、絵コンテ・演出）
- 輪るピングドラム（2011年、演出・原画）
- 聖闘士星矢Ω（2012年、絵コンテ）
- 惡の華（2013年、作画監督・原画）
- 蟲師 特別篇「日蝕む翳」（2014年、演出）
- 蟲師 続章（2014年、演出頭・演出）
- ヘヴィーオブジェクト（2015年、絵コンテ・演出）
- タブー・タトゥー（2016年、絵コンテ）
- THE REFLECTION -ザ・リフレクション-（2017年、シリーズディレクター）
- ACTORS -Songs Connection-（2019年、絵コンテ）
- とある科学の超電磁砲T（2020年、絵コンテ）
- 処刑少女の生きる道（2022年、絵コンテ）
- ダンジョンに出会いを求めるのは間違っているだろうかIV 新章 迷宮篇（2022年、ED絵コンテ・演出）